# Vers la flamme
Vers la flamme (Hacia la llama), Op. 72, es una obra para piano de Aleksandr Scriabin, escrita en 1914 y pertenece al tercer y último periodo de composición del mismo.  Una interpretación típica dura entre 5 y 6 minutos y es de excepcional dificultad, notablemente saltos agigantados y trémolos de dobles notas.
Inicialmente, Scriabin planeó hacerla su décima sonata, pero debido a problemas económicos, para terminarla antes, acabó categorizándola como un poema.
El motivo principal de la pieza es muy sencillo. Consta de semitonos y tonos descendientes con intercalados con representaciones impresionísticas del fuego. Como el resto de obras del último periodo composicional de Scriabin, no sigue la harmonía clásica tradicional, y está construido en base al acorde místico y transposiciones modales de su centro tonal.
Según el pianista Vladimir Horowitz, esta pieza estaba inspirada en la creencia excéntrica de Scriabin de que el mundo acabaría destruyéndose por la acumulación de calor. Esta pieza reflejaría la fiera destrucción de la Tierra, representada por un crescendo a lo largo de toda la pieza "hacia la llama".
Notables intérpretes de esta pieza incluyen Horowitz, Sviatoslav Richter, Vladímir Ashkenazi y Grigori Sokolov.  Aun así, muchos de los registros más celebrados son por especialistas de Scriabin, como Vladímir Sofronitski (cuñado de Scriabin), Ruth Laredo, Heinrich Neuhaus, Stanislav Neuhaus e Ígor Zhúkov.
La pieza ha sido orquestada por el compositor y director Arkady Leytush. En 2018, Andrey Kasparov produjo una versión para piano duo.

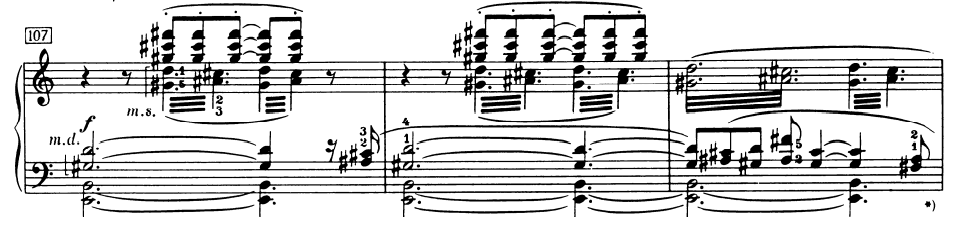
Final de Vers la flamme (107-109). Está lleno de trémolos y grandes saltos que deben interpretarse con gran velocidad y claridad y en un fortissimo, lo que conlleva una grandísima dificultad. Edición Peters.